# 喀里多尼亚 (明尼苏达州)
喀里多尼亞（英語：Caledonia）是一個位於美國明尼蘇達州休斯頓縣的都市。根據2010年美國人口普查，該地共人口2868人，而該地的面積約為7.36平方千米。同時該地也是休斯頓縣的縣治。

## 地理
喀里多尼亞的座標為43°37′59″N 91°29′47″W / 43.63306°N 91.49639°W，而該地的平均海拔高度為360米（即1181英尺）。